# Heterocentrotus mammillatus
Heterocentrotus mammillatus  (лат.) — тропический морской ёж, представитель семейства Echinometridae.

## Описание
Размер — 8—12 см. Ёж имеет примечательный внешний вид, который ему придают большие красно-коричневые притупленные треугольные в сечении иголки. Ёж безопасен.

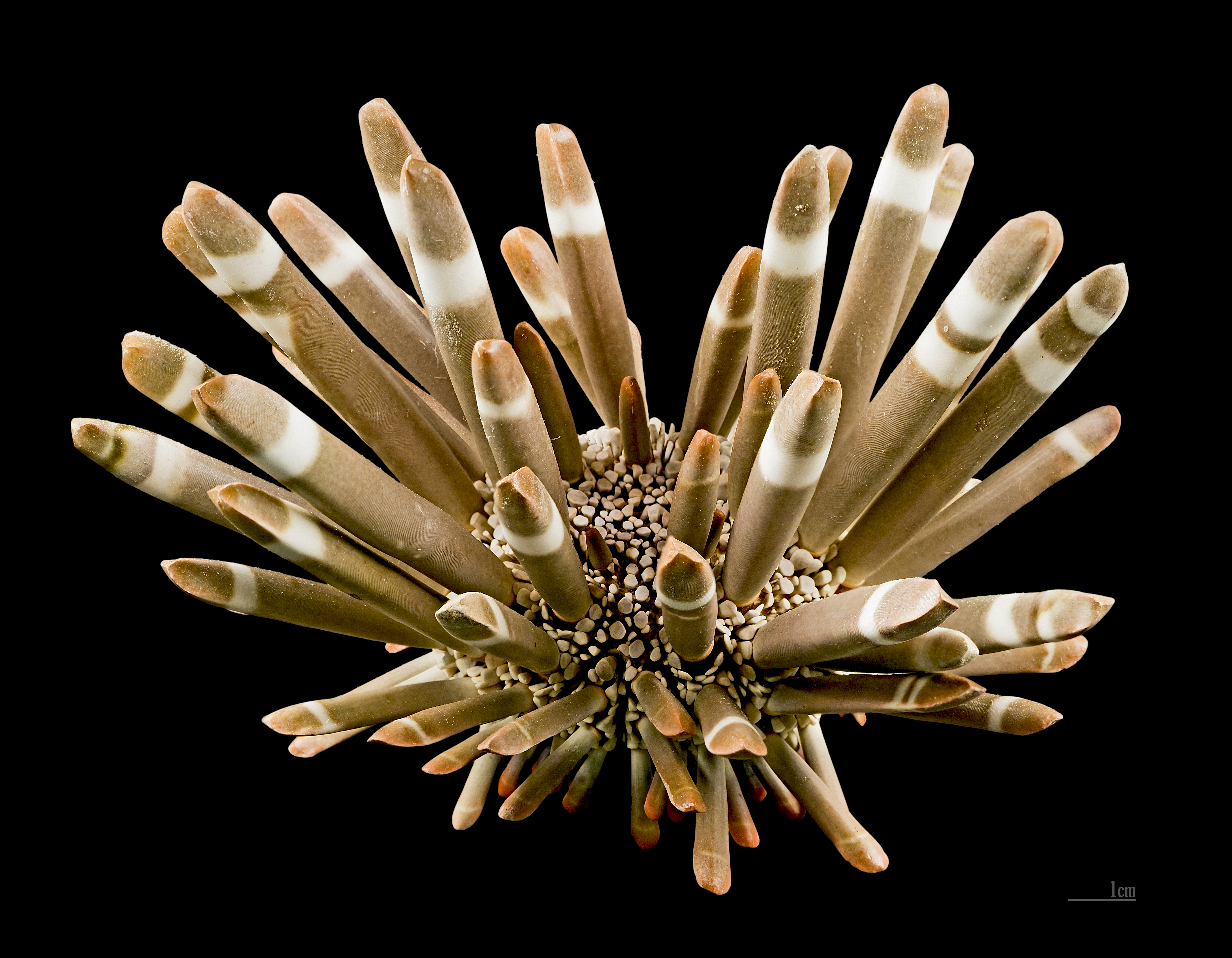
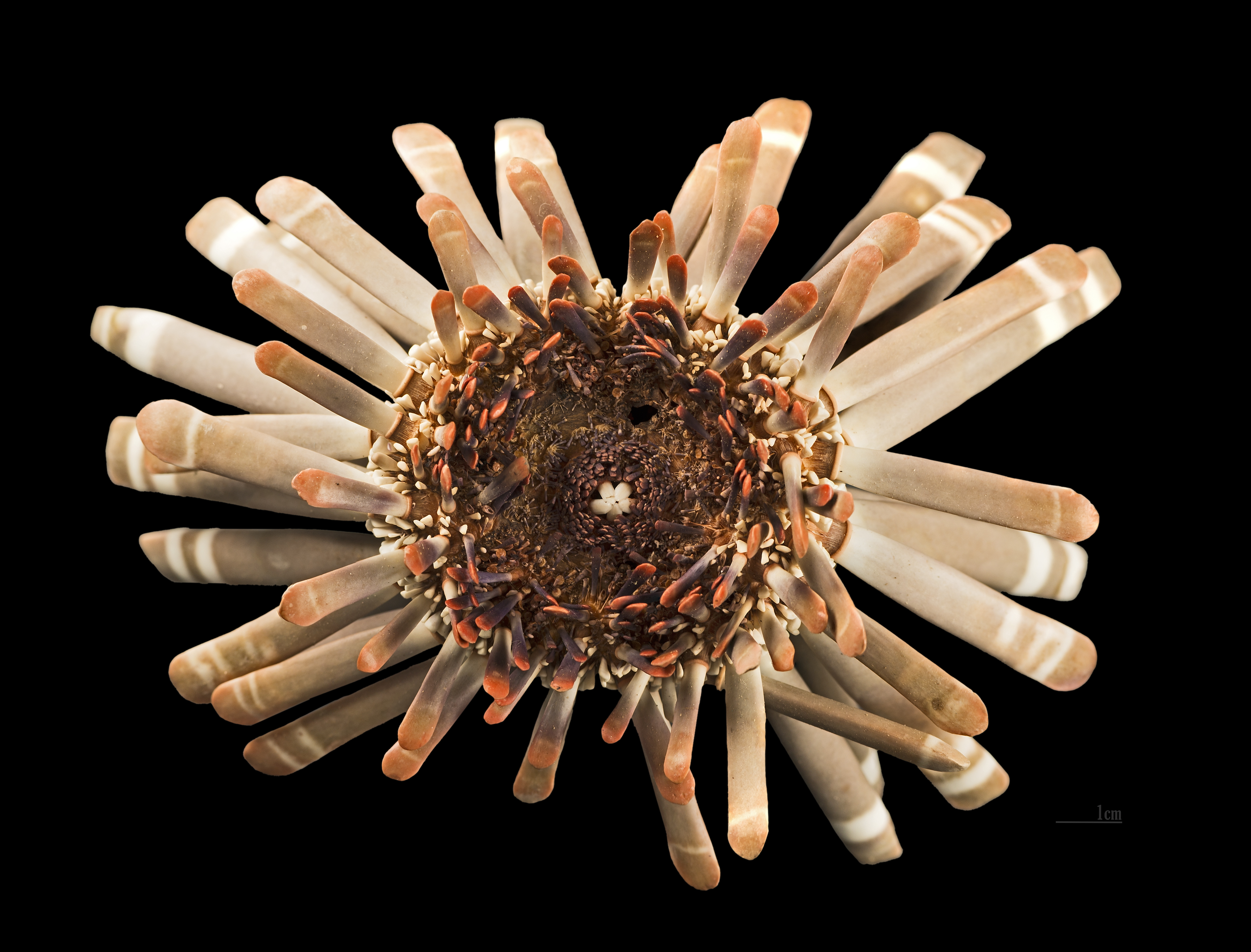

## Экология
Благодаря своим толстым иголкам, концы которых снабжены тонкими зубцами, он роет пещерки на литорали коралловых рифов. В этих пещерках ежи проводят дневное время суток, так как могут стать жертвами хищных рыб, которые их переворачивают и съедают.

## Питание
Питаются ночью, в основном водорослями и детритом, который соскабливают своими пятью долотовидными зубами с камней.

## Значение
В прошлом его иглами писали на грифельных досках, откуда и произошло современное название этого вида во многих языках, в т.ч. в русском.
Этот вид ежей изображен на марке Островов Кука.

## Сходные виды
Очень похож на него второй вид рода лат. Heterocentrotus trigonarius, который отличается более тёмными (коричневатыми) и длинными иглами.